# آلتیس دومینیکانا
آلتیس دومینیکانا (انگلیسی: Altice Dominicana S.A.) شرکت مخابرات در جمهوری دومینیکن است، که در سال ۱۹۸۸ توسط شرکت آلتیس تأسیس شد.